# Dezső Ránki
Dezső Ránki (ur. 8 września 1951 w Budapeszcie) – węgierski pianista.

## Życiorys
W latach 1964–1969 był uczniem Kláry Máthé, następnie w latach 1969–1973 studiował w Akademii Muzycznej im. Ferenca Liszta w Budapeszcie u Pála Kadosy i Ferenca Radosa. W 1969 roku zdobył I nagrodę na Międzynarodowym Konkursie im. Roberta Schumanna w Zwickau. W 1972 roku otrzymał Grand Prix du Disque za płytę z nagraniami wszystkich etiud i dwóch ballad Fryderyka Chopina. Koncertował w wielu krajach europejskich, Stanach Zjednoczonych, Indiach, Singapurze, Filipinach i Japonii. W 1981 roku wystąpił w Warszawie. Uczestnik wielu festiwali muzycznych, w 1984 roku na festiwalu w Salzburgu zaprezentował Koncert fortepianowy B-dur KV 450 W.A. Mozarta. Otrzymał nagrody im. Liszta (1973) i Kossutha (1978).
W jego repertuarze znajdują się zarówno dzieła klasyczne, jak i utwory kompozytorów współczesnych. Ceniony zwłaszcza jako wykonawca dzieł kompozytorów węgierskich, dokonał nagrań dzieł Béli Bartóka dla wytwórni Hungaroton, Teldec i Columbia Records. Występował w duecie fortepianowym z Zoltánem Kocsisem.